# Doktryna Monro-Kelliego
Doktryna Monro-Kelliego – wypracowana w XVIII i XIX wieku teoria, głosząca, że objętość przestrzeni wewnątrzczaszkowej jest wielkością stałą, stanowiącą sumę trzech składników: tkanek mózgowia (około 80%), krwi (około 12%) i płynu mózgowo-rdzeniowego (około 8% objętości). Zgodnie z doktryną Monro-Kelliego przyrost objętości każdego z tych trzech składników odbywa się kosztem pozostałych dwóch.